# Вайоміссінг (Пенсільванія)
Вайоміссінг (англ. Wyomissing) — місто (англ. borough) в США, в окрузі Беркс штату Пенсільванія. Населення — 11 114 особи (2020).

## Географія
Вайоміссінг розташований за координатами 40°20′8″ пн. ш. 75°58′2″ зх. д. / 40.33556° пн. ш. 75.96722° зх. д. (40.335528, -75.967193).  За даними Бюро перепису населення США в 2010 році місто мало площу 11,65 км², з яких 11,60 км² — суходіл та 0,05 км² — водойми.

## Демографія
Згідно з переписом 2010 року, у селищі мешкала 10 461 особа в 4612 домогосподарствах у складі 2856 родин. Густота населення становила 898 осіб/км².  Було 4936 помешкань (424/км²).
Расовий склад населення:
| - 91,0 % — білих - 3,3 % — азіатів - 2,4 % — чорних або афроамериканців - 0,1 % — корінних американців - 1,7 % — осіб інших рас |

До двох чи більше рас належало 1,5 %. Частка іспаномовних становила 5,4 % від усіх жителів.
За віковим діапазоном населення розподілялося таким чином: 19,4 % — особи молодші 18 років, 53,9 % — особи у віці 18—64 років, 26,7 % — особи у віці 65 років та старші. Медіана віку мешканця становила 48,8 року. На 100 осіб жіночої статі у селищі припадало 86,6 чоловіків;  на 100 жінок у віці від 18 років та старших — 83,1 чоловіків також старших 18 років.
Середній дохід на одне домашнє господарство  становив 109 559 доларів США (медіана — 73 199), а середній дохід на одну сім'ю — 141 798 доларів (медіана — 97 660). Медіана доходів становила 61 897 доларів для чоловіків та 46 360 доларів для жінок. За межею бідності перебувало 5,2 % осіб, у тому числі 7,0 % дітей у віці до 18 років та 2,9 % осіб у віці 65 років та старших.
Цивільне працевлаштоване населення становило 5300 осіб. Основні галузі зайнятості: освіта, охорона здоров'я та соціальна допомога — 30,5 %, науковці, спеціалісти, менеджери — 12,4 %, роздрібна торгівля — 10,8 %, виробництво — 10,6 %.